# Armia Prusy Wschodnie
Armia Prusy Wschodnie (niem. Armee Ostpreußen) – jedna z niemieckich armii okresu II wojny światowej

## Historia
Armia została utworzona rozkazem z dnia 7 kwietnia 1945 roku jako organ dowodzenia dla oddziałów niemieckich odciętych w rejonie zatoki Gdańskiej w wyniku ofensywy wojsk radzieckich w marcu 1945 roku. Jej sztab został utworzony ze sztabu 2. Armii i zostały mu podporządkowane oddziały 2. Armii oraz odcięte od swoich dowództw oddziały z 4. Armii i 3. Armii Pancernej. Została ona podporządkowana bezpośrednio Oberkommando des Heeres.
Armia ta została odcięta od innych wojsk i w kwietniu 1945 roku ściśnięta została na obszarze Helu, Kępy Oksywskiej, Żuław Wiślanych oraz Mierzei Wiślanej. Ostatecznie kapituluje w dniu 9 maja 1945 roku i liczy wtedy jeszcze około 150 000 – 180 000 żołnierzy.

## Dowódca
- gen. wojsk panc. Dietrich von Saucken (7 kwietnia 1945 – 9 maja 1945)

## Skład armii

### Jednostki armijne
- 501 Armijne Dowództwo Zaopatrzeniowe (Armee-Nachschubführer 501)
- 2 Armijny Pułk Szturmowy (Sturm-Regiment AOK 2)
- 2 Armijny Pułk Wyszkolenia Polowego (Feld-Ausbildungs-Regiment AOK 2)
- 563 Armijny Pułk Łączności (Armee-Nachrichten-Regiment 563)
- 308 Wyższe Dowództwo Artylerii (Höh. Arko 308)
- 580 Dowództwo Obszaru Tyłowego (Korük 580)

### Jednostki podległe
- VI Korpus Armijny (VI. Armeekorps)
  - 170 Dywizja Piechoty (170. Infanterie-Division)
  - 129 Dywizja Piechoty ( 129. Infanterie-Division)
- Dowództwo twierdzy Pilawa (Festung Pillau) (LV Korpus Armijny)
  - 558 Dywizja Grenadierów Ludowych (558. Volks-Grenadier-Division)
  - 50 Dywizja Piechoty (50. Infanterie-Division)
- IX Korpus Armijny (IX. Armeekorps)
  - 14 Dywizja Piechoty (14. Infanterie-division)
  - Dywizja Großdeutschland
  - 551 Dywizja Grenadierów Ludowych (551. Volks-Grenadier-Division)
  - 95 Dywizja Piechoty (95. Infanterie-Division)
  - 93 Dywizja Piechoty (93. Infanterie-Division)
- XXVI Korpus Armijny (XXVI. Armeekorps)
  - 28 Dywizja Strzelecka (28. Jäger-division)
  - 58 Dywizja Piechoty (58. Infanterie-Division)
  - 1 Dywizja Piechoty (1. Infanterie-Division)
  - 21 Dywizja Piechoty (21. Infanterie-Division)
  - 5 Dywizja Pancerna (5. Panzer-Division)
  - 561 Dywizja Grenadierów Ludowych (561. Volks-Grenadier-Division) (resztki dywizji)
- XVIII Korpus Górski (XVIII. Gebirgskorps)
- XXIII Korpus Armijny (XXIII Armeekorps)
- Dowództwo Helu (Generalkommando Hela)
  - 83 Dywizja Piechoty (83. Infanterie-Division)
  - 7 Dywizja Pancerna (7. Panzer-Division)
  - 4 Dywizja Grenadierów Pancernych SS Polizei (4. SS-Polizei-Panzergrenadier-Division)
  - 31 Dywizja Grenadierów Ludowych (31. Volks-Grenadier-Division)
- 102 Dywizja Piechoty (102. Infanterie-Division)
- 607 Dywizja do Zdań Specjalnych (Division z.b.V. 607)